# 株式会社商工組合中央金庫法
株式会社商工組合中央金庫法（かぶしきがいしゃ しょうこうくみあいちゅうおうきんこほう、平成19年法律第74号）は、株式会社商工組合中央金庫の設立・運営・管理に関する日本の法律である。
2007年、商工組合中央金庫法（昭和11年法律第14号）に基づく商工組合中央金庫を株式会社に転換するため、同法を廃止して制定された。

## 制定の経緯
本法は、小泉内閣が進めた一連の政策金融機関再編の一環として制定された。本法の制定により、商工組合中央金庫は2008年10月1日付で株式会社に転換され、半官半民となった。
制定に当たって、衆・参両議院が付帯決議として「当金庫の金融機能を確実に維持するために、金融行政のうえで特に配慮を行うこと」を求めた。同金庫は、株式会社商工組合中央金庫法後おおむね5年後から7年後（即ち、2013年から2015年）を目途を目途として政府の所有する株式を処分して完全民営化されるとされている（附則第2条）が、その際、中小企業金融機能を維持するために、金融行政上特段の配慮を行うことを求めている。
なお、完全民営化は、2009年の改正により、2012年4月1日からおおむね5年後から7年後（即ち、2017年から2019年）を目途とすることに延期され、更に2011年の改正により、2015年4月1日からおおむね5年後から7年後（即ち、2020年から2022年）を目途とすることに再延期され、2015年の改正により完全民営化は「できる限り早期に」と期限がなくなるとともに新たに追加された附則第2条の3で「政府は、当分の間、(中略）、株式会社商工組合中央金庫が危機対応業務を的確に実施するために必要な株式を保有していなければならない」と規定し完全民営化は当分の間行われないことになった。
2023年6月14日、改正商工中金法が成立した。政府がもつ約46％の株式を2年以内に全て売り、企業への出資制限は廃止し、登録型人材派遣やシステム販売を解禁する一方で、「中小企業のための金融機関」との性格は残し、災害や金融危機の際に国の利子補給で低利融資する「危機対応業務」は続ける。

## 構成
- 第1章 総則（第1条 - 第5条）
- 第2章 株主（第6条 - 第15条）
- 第3章 管理（第16条 - 第20条）
- 第4章 業務（第21条 - 第32条）
- 第5章 商工債（第33条 - 第38条）
- 第6章 子会社等（第39条・第40条）
- 第7章 計算（第41条 - 第55条）
- 第8章 監督（第56条 - 第60条）
- 第8章の2 商工組合中央金庫電子決済等代行業（第60条の2 - 第60条の34）
- 第9章 雑則（第61条 - 第66条）
- 第10章 罰則（第67条 - 第77条）
- 第11章 没収に関する手続等の特例（第78条 - 第80条）
- 附則